# Gaultheria adenothrix
Gaultheria adenothrix là một loài thực vật có hoa trong họ Thạch nam. Loài này được (Miq.) Maxim. mô tả khoa học đầu tiên năm 1872.

## Hình ảnh

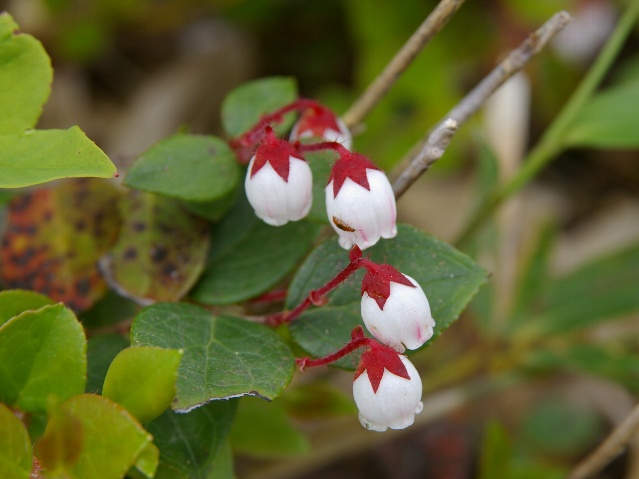
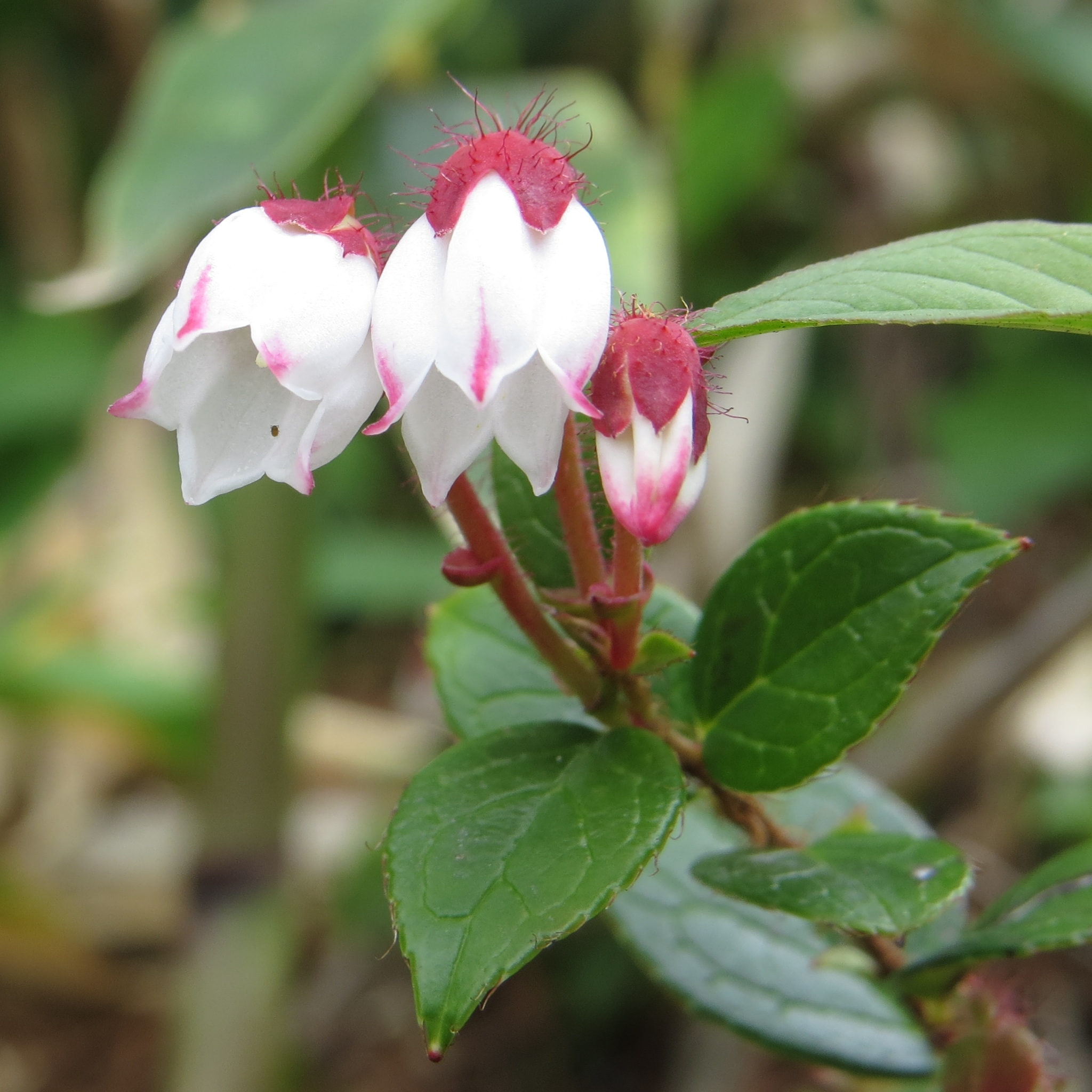
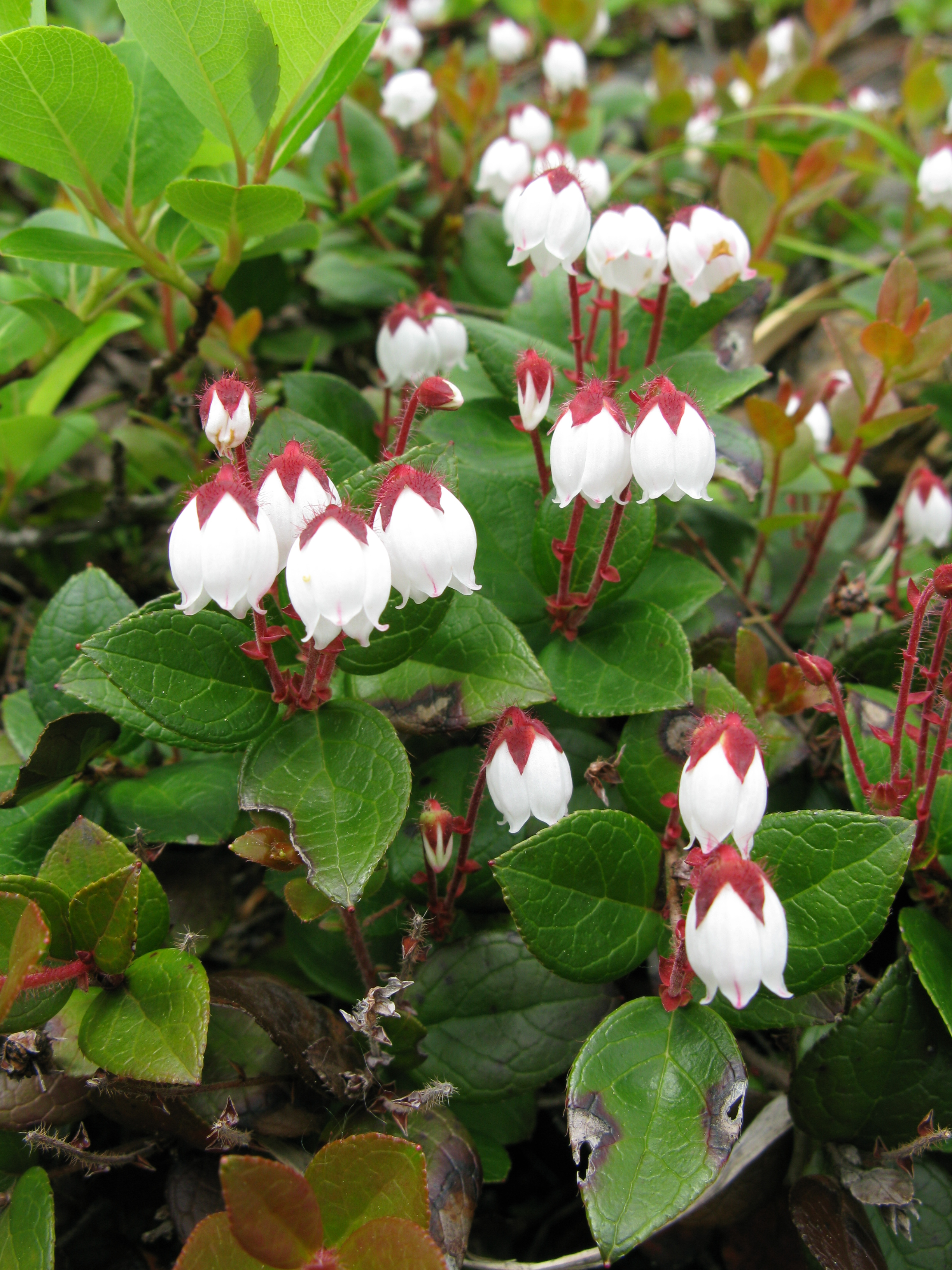
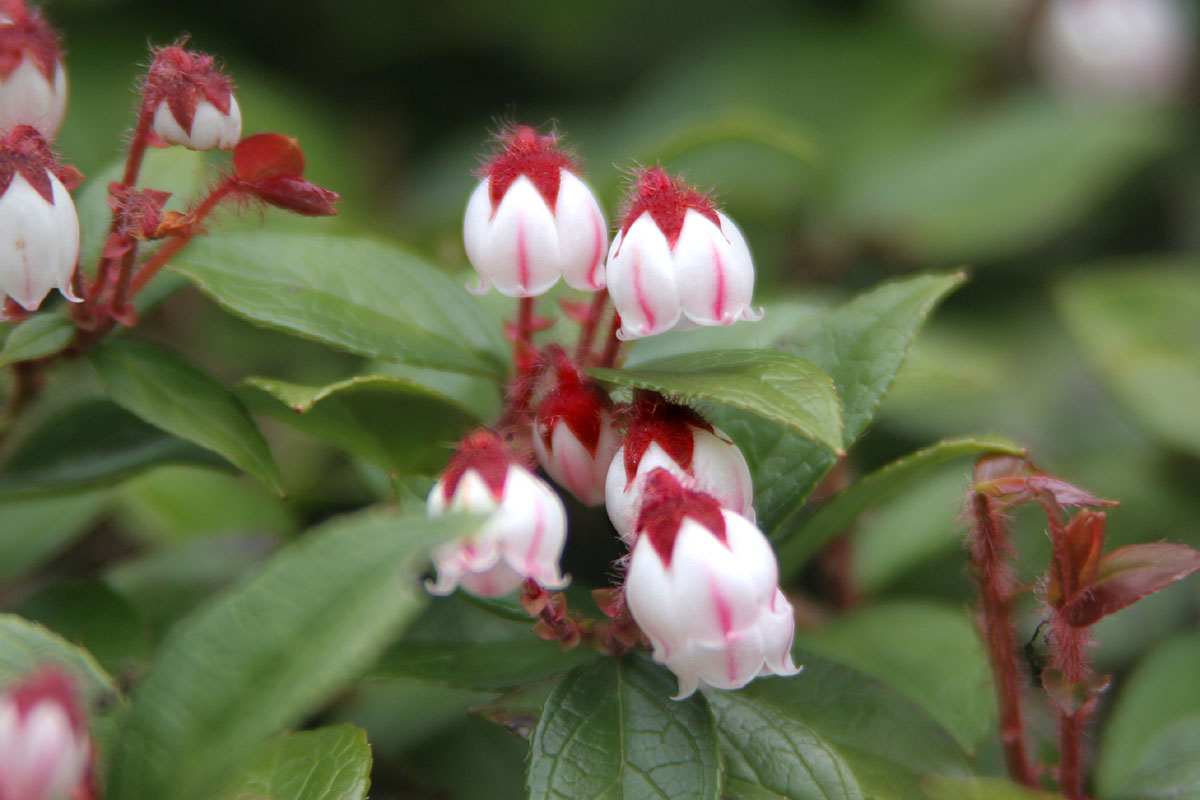